# 松本康宏
松本 康宏（まつもと やすひろ、1974年 - ）は、日本の競走馬生産牧場ノーザンファームに所属する獣医師で、現在はノーザンファームしがらきの場長。大阪府出身。

## 来歴
1974年に大阪府で生まれる。予後不良で安楽死となる競走馬を救いたいとう思いから、獣医師を志して北海道大学に進学。しかし、大学2年の秋の学部振り分けで成績が足らず、獣医学部への進学が叶わなかった。獣医師の夢を諦めることができず、一度大学を中退し、再受験を経て北海道大学に再入学した。
念願叶って北海道大学獣医学部に進学し、外科学講座に所属。しかし、大学の教育は犬や猫などの動物が中心で、馬に触れる機会はさほど多くなかった。大学卒業後、獣医師として日本中央競馬会(JRA)に就職。ここで馬についての専門的知識を本格的に学んだ。美浦トレーニングセンターの診療所に4年間勤務した後、宮崎県の育成牧場へ異動。さらに栗東トレーニングセンター、JRA六本木事務所での勤務を経て、2009年にJRAを退職し、ノーザンファームに移籍した。
ノーザンファームでは北海道および山元トレーニングセンターでの研修を経て、2010年秋に開場したノーザンファームしがらきに場長として着任した。

## 人物
学生時代はすすきののバーでアルバイトをしていた。周囲からは「北大生がすすきので夜に働くとか珍しいな」と言われていた。
ノーザンファームしがらきでは獣医師としての専門知識を生かし、日々馬の健康状態を入念にチェックしている。また、競走馬のマネジメントや海外セールでの仕入れなど、活躍の範囲は多岐に渡っている。